# Miltos Pechlivanos
Miltos Pechlivanos (griechisch Μίλτος Πεχλιβάνος; * 1965) ist ein griechischer Neogräzist, Literaturwissenschaftler und Professor für Neogräzistik an der Freien Universität Berlin.

## Leben
Pechlivanos studierte von 1983 bis 1988 Klassische Philologie und Neugriechische Philologie und Sprachwissenschaft an der Universität Thessaloniki unter anderem bei Panagiotis Moullas und nahm anschließend bis 1994 als Stipendiat des DAAD und der DFG am Graduiertenkolleg Theorie der Literatur und der Kommunikation an der Universität Konstanz teil. Nach freiberuflicher Tätigkeit arbeitete er von 1995 bis 1999 als wissenschaftlicher Mitarbeiter an der Hochschule für Schauspielkunst des Staatstheaters von Nordgriechenland. Im Januar 1999 wurde er mit einer Dissertation zu dem Thema Diskurse der Modernität – antik und modern in der Zeit vor dem griechischen Nationalstaat in Thessaloniki promoviert. Im selben Jahr noch erfolgte die Ernennung zum Hochschuldozenten für Allgemeine und Vergleichende Literaturwissenschaft am Institut für Byzantinistik und Neogräzistik der Universität Thessaloniki. Im Wintersemester 2003/04 übernahm er die Vertretung des Lehrstuhls für Neogräzistik an der Universität München, im Oktober 2007 wurde er zum Professor für Neogräzistik am Institut für Griechische und Lateinische Philologie der Freien Universität Berlin ernannt.

## Forschungsschwerpunkte
Pechlivanos arbeitet sowohl sprachwissenschaftlich zum neugriechischen Sprachsystem und seiner Geschichte als auch zur neugriechischen Kultur- und Literaturgeschichte in ihren Beziehungen sowohl zu der antiken und byzantinischen Tradition als auch zu den modernen europäischen Nationalliteraturen. Seine Forschungsarbeit ist dabei betont literaturwissenschaftlich und -theoretisch sowie komparatistisch ausgerichtet. Weitere Themen sind der deutsch-griechische Kulturtransfer und die Geschichte des Buches und des Lesens.
Darüber hinaus hat Pechlivanos auch verschiedentlich Werke deutscher Geisteswissenschaftler wie Hans Robert Jauß, Manfred Fuhrmann, Paul Zanker ins Neugriechische übersetzt.

## Schriften (Auswahl)
- Από τη Λέσχη στις Ακυβέρνητες Πολιτείες. Η στίξη της ανάγνωσης (Vom Roman Der Klub zur Trilogie Unregierbare Städte. Die Interpunktion des Lesens), Athen, Polis Verlag, 2008
- Eκδοχές νεοτερικότητας στην κοινωνία του γένους: Nικόλαος Mαυροκορδάτος – Iώσηπος Mοισιόδαξ – Aδαμάντιος Kοραής (Diskurse der Modernität vor dem griechischen Nationalstaat: Nikolaos Mavrokordatos – Iosipos Moisiodax – Adamantios Korais), Dissertation Aristoteles-Universität Thessaloniki, 1999 Online-Version
- mit Μαίρη Μίκη, Λίζυ Τσιριμώκου (Hrsg.): Ο λόγος της παρουσίας. Τιμητικός τόμος για τον Παναγιώτη Μουλλά. Σοκόλη, Athen, 2005 (Festschrift)
- mit Stefan Rieger, Wolfgang Struck und Michael Weit (Hrsg.): Einführung in die Literaturwissenschaft, Stuttgart und Weimar, Verlag J. B. Metzler 1995, ISBN 3-476-01225-5 (Tschechische Übersetzung: Prag, Hermann & synové, 1999)